# シジェーダ

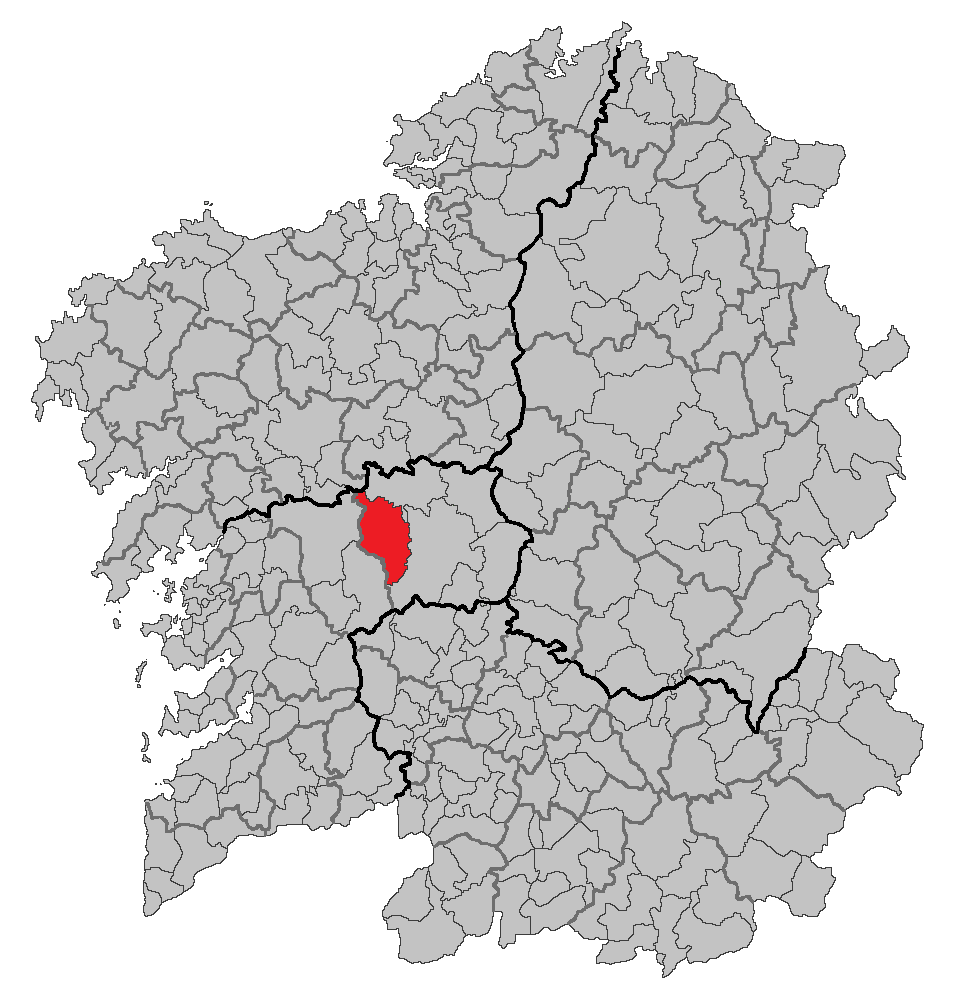
ガリシア州内の位置

シジェーダ（Silleda）は、スペイン、ガリシア州、ポンテベドラ県を構成する61の自治体のひとつで、コマルカ・デ・デサに属する。面積は168.0平方kmで、ガリシア統計局によると、2012年の人口は9,074人（2011年：9,199人、2010年：9,248人、2009年：9,248人）、33の教区の250の集落に分散している。シジェーダはトラスデサという名前でも知られている。住民呼称は男女同形でsilledense。
シジェーダにはセマーナ・ベルデ・デ・ガリシア（ガリシア緑の週間）を開催するガリシア・インターナショナル・フェアの事務局が置かれている。
ガリシア語話者の自治体人口に占める割合98.24％（2001年）。

## 地理
シジェーダはポンテベドラ県の東北部に位置し、コマルカ・ド・デサに属する。カンダン山、チャモール山、サン・セバスティアン・デ・メーデ山などの山と、ウジャ川、デサ川などの川が、境界となっている。北がボケイション（ア・コルーニャ県）とビラ・デ・クルセス、東がラリン、南がフォルカレイ、西がア・エストラーダの各自治体と隣接、自治体の中心地区はシジェーダ教区のシジェーダ地区。
シジェーダはラリン司法管轄区に属す。

### 人口
住民は33の教区の248の地区（集落）に居住する。
| シジェーダの人口推移 1900－2010                         |
|                                                         |
| 出典:INE（スペイン国立統計局）1900年 - 1991年、1996年 - |

## 交通
シジェーダはオウレンセとサンティアゴ・デ・コンポステーラを結ぶ国道525号線（N-525）沿い、州都サンティアゴから40kmの距離に位置する。また前記2都市をつなぐガリシア中央高速道（AP-53またはAG-53）もあり、交通の便は良い。

## 政治
シジェーダは伝統的にガリシア国民党が絶対過半数を占めてきたが、2003年選挙ではその過半数を維持できず、また2007年にはガリシア社会党と議席数で並ばれ、1議席を有するガリシア民族ブロックとガリシア社会党が連立を組んだことにより、首長の座も失った。しかし、この連立は長続きせず、連立政権は崩壊、ガリシア社会党は少数与党となった。2009年10月、ガリシア国民党は、ガリシア社会党からの2人の離脱者と手を組み、選挙によって選ばれた自治体首長パウラ・フェルナンデス・ペナ（Paula Fernández Pena）を失職に追い込んだ。10月19日、社会党のリストから評議員に選ばれていたオフェーリア・レイ・レシミルが、もう一人の社会党からの転向者と国民党の5票によって新首長に選ばれた。
現在の自治体首長はオフェーリア・レイ・レシミル（Ofelia Rey Recimil）で2007年自治体選挙時はガリシア社会党（PSdeG-PSOE）に属していたが、その後離党、現在無所属となっている。自治体評議員はガリシア社会党：6、ガリシア国民党（PPdeG）：6、ガリシア民族主義ブロック（BNG）：1となっている。

## 歴史的建造物

### サンタ・マリーア・デ・カルボエイロ教区
- サン・ロウレンソ・デ・カルボエイロ修道院（Mosteiro de San Lourenzo de Carboeiro） - デサ川のほとりにある、10世紀にベネディクト会によって建てられた。

### アバーデス教区
- サンタ・マリーア・デ・アバーデス教会 - 17世紀建造のバロック教会。
- 旧アバーデス教区教会 - 10世紀のロマネスク教会。

### アンセミル教区
- サン・ペドロ・デ・アンセミル教会（Igrexa de San Pedro de Ansemil） - 中世の修道院の中に設けられたロマネスク教会。

## 教区
シジェーダは33の教区に分けられている。太字は自治体中心地区のある教区。
- アバーデス（サンタ・マリーア）
- アンセミル（サン・ペドロ）
- ブレイシャ（サンティアーゴ）
- カルボエイロ（サンタ・マリーア）
- オ・カストロ（サン・マメーデ）
- セルバーニャ（サン・サルバドール）
- チャパ（サン・シブラーオ）
- シーラ（サンタ・バイア）
- コルテガーダ（サンタ・マリーア）
- ドルネーラス（サン・マルティーニョ）
- エスクアドロ（サン・サルバドール）
- フィエストラス（サン・マルティーニョ）
- グラーバ（サンタ・マリーア）
- ラメーラ（サン・ミゲル）
- ラーロ（サン・サルバドール）
- マンドゥアス（サン・ティルソ）
- マルガリーデ（サン・フィス）
- マルティシェ（サン・クリストーボ）
- モアルデ（サン・マメーデ）
- ネグレイロス（サン・マルティーニョ）
- オレイロス（サン・ミゲル）
- パラーダ（サン・トメ）
- パソス（サン・マルティーニョ）
- ピニェイロ（サン・シアーオ）
- ポンテ（サン・ミゲル）
- レフォーショス（サン・パイオ）
- レージャス（サン・マルティーニョ）
- サイードレス（サン・ショアン）
- シアドール（サン・ミゲル）
- シジェーダ（サンタ・バイア）
- タボアーダ（サンティアーゴ）
- ビラール（サン・マルティーニョ）
- シェストーソ（サンタ・マリーア）

## ギャラリー

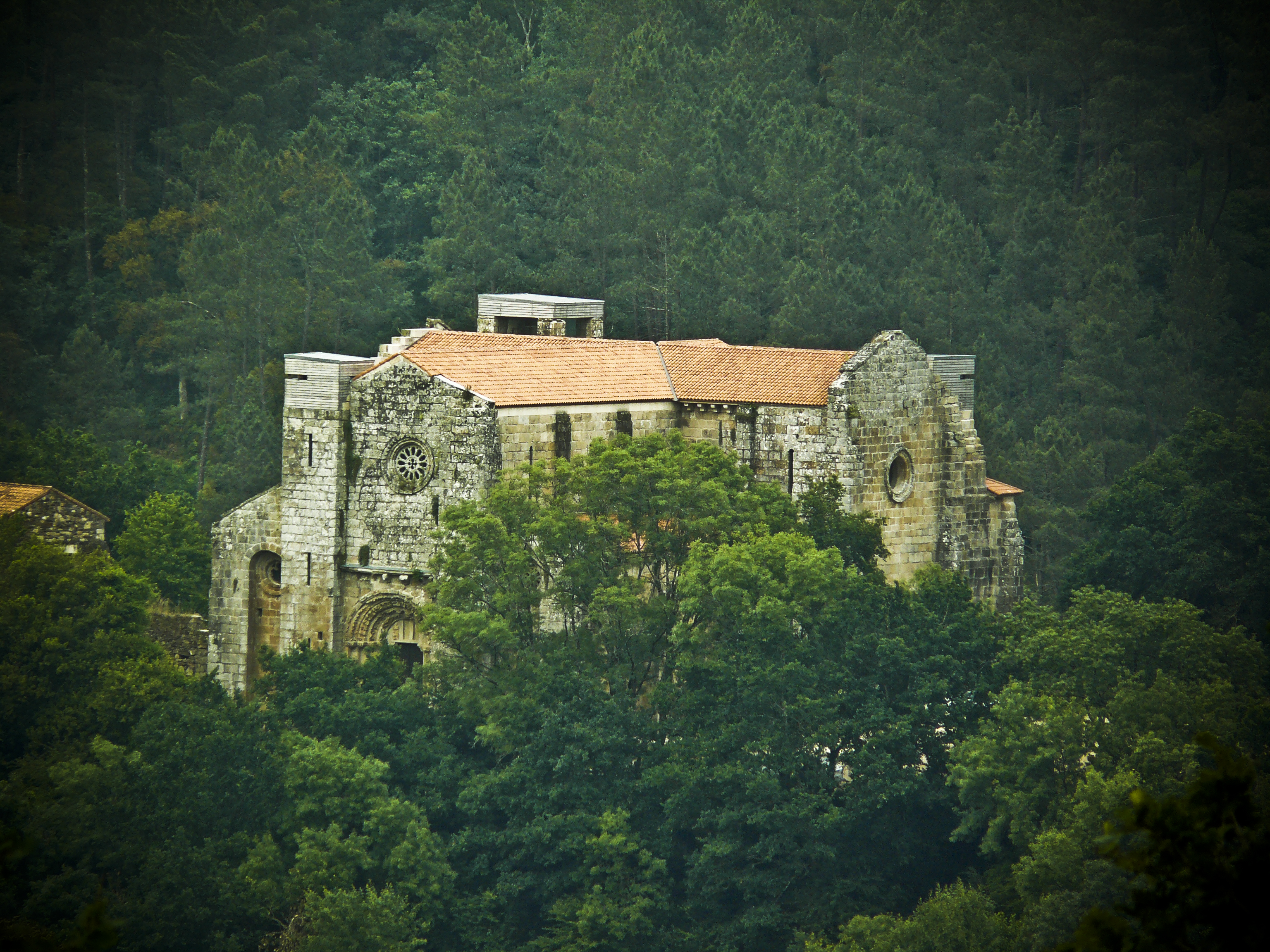
サン・ロウレンソ・デ・カルボエイロ修道院遠景
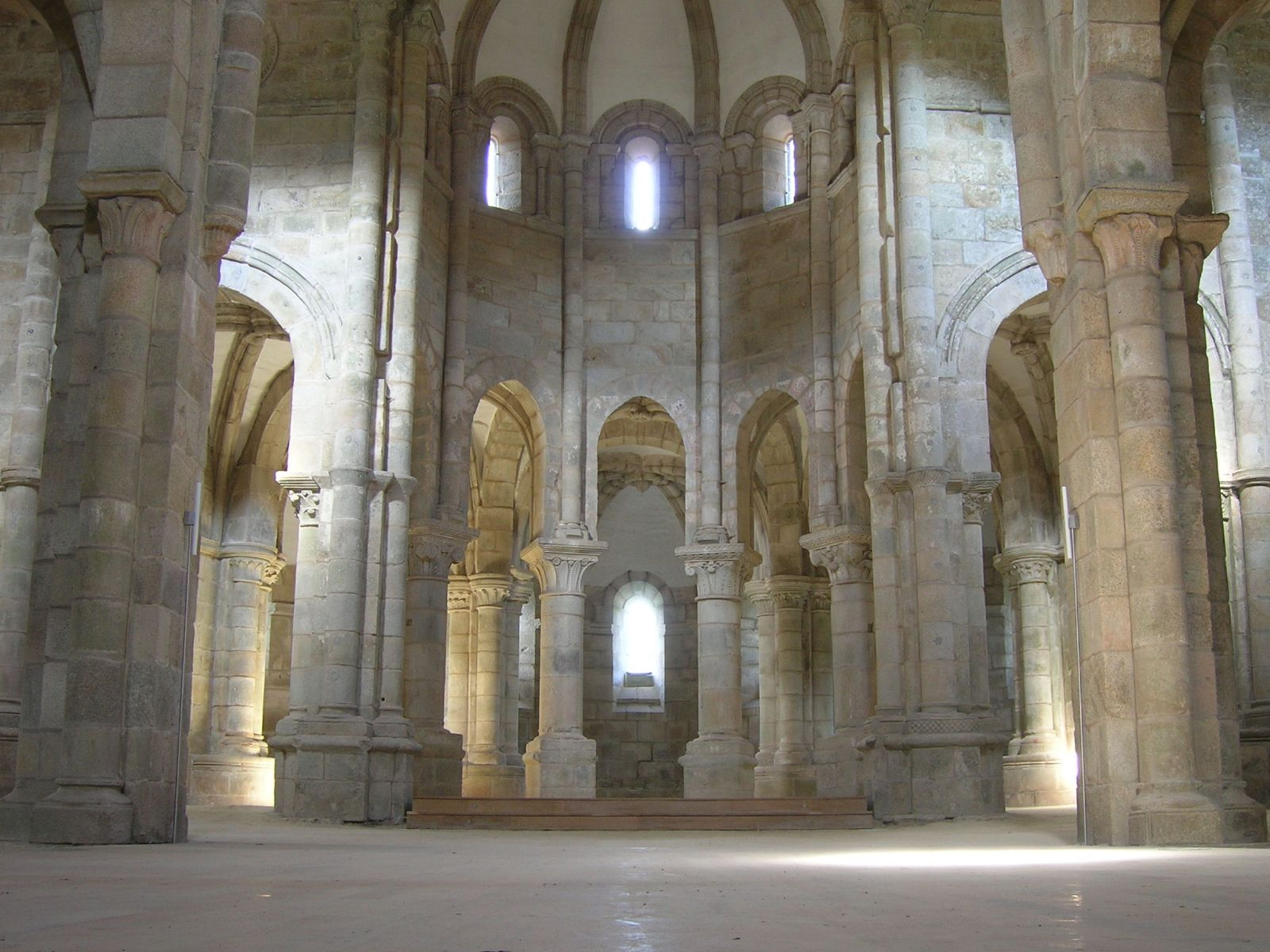
サン・ロウレンソ・デ・カルボエイロ修道院内部
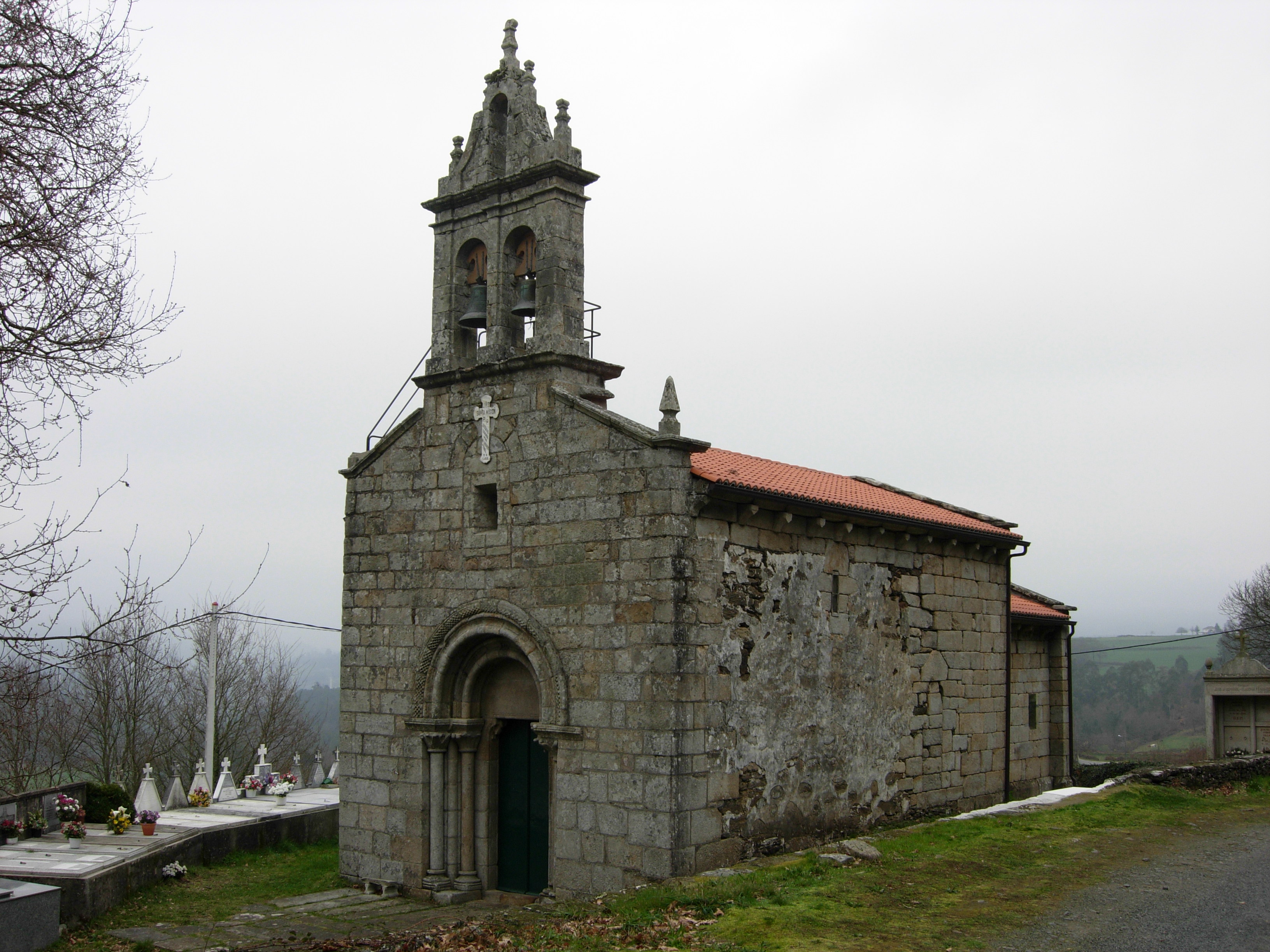
サン・マメーデ・デ・カストロ教会
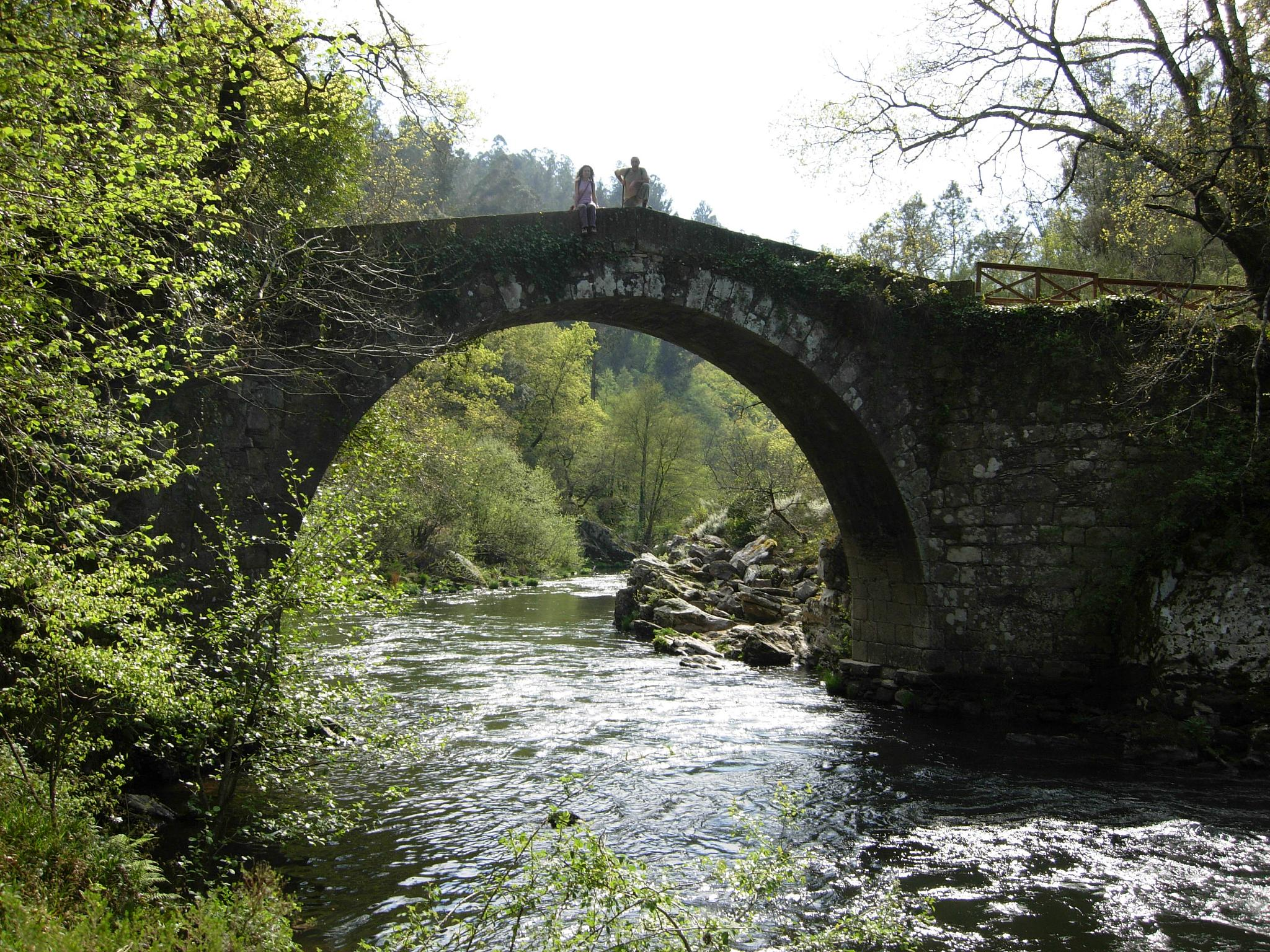
ポンテ・デ・カルボエイロ、カルボエイロ教区